# Diwasy
Diwasy (ros. Дивасы) – wieś (ros. деревня, trb. dieriewnia) w zachodniej Rosji, centrum administracyjne osiedla wiejskiego Diwasowskoje rejonu smoleńskiego w obwodzie smoleńskim.

## Geografia
Miejscowość położona jest przy drodze magistralnej M1 «Białoruś», 3,5 km od drogi regionalnej 66N-1807 (Awtozaprawocznoj Stancyi – Smoleńsk), 7,5 km od drogi federalnej R120 (Orzeł – Briańsk – Smoleńsk – Witebsk), 10 km od Smoleńska, 7,5 km od najbliższego przystanku kolejowego (Dubrowinka).
W granicach miejscowości znajdują się ulice: Miczurina, Sadowaja, Szkolnaja, Zaoziornaja, Zielonaja, Zielonyj pierieułok.

## Demografia
W 2016 r. miejscowość zamieszkiwało 427 osób.